# Eberhard Friedberger
Eberhard Friedberger (auch: Friedeberger oder von Friedberg) (* wahrscheinlich in Friedberg; † Winter 1458 in Frankfurt am Main) war ein Baumeister, Steinmetz und Ingenieur in Frankfurt am Main. Er wirkte maßgeblich am Ausbau der Frankfurter Stadtbefestigung sowie an anderen öffentlichen Bauten der Stadt mit.

## Leben und Werk
Über Friedbergers Biographie ist wenig bekannt. Ein 1398 in das Frankfurter Bürgerbuch eingetragener Eberhard Friedberger ist möglicherweise sein Vater, möglicherweise auch mit ihm identisch. 1403 wird ein am Bau des Allerheiligentors und an der Befestigung des Friedberger Tores beteiligter Meister Eberhard urkundlich erwähnt.
1434 wird er im Bürgerbuch als der nuwe Meister steinhauer erwähnt als Nachfolger des verstorbenen Werkmeisters Leonhard Murer von Schopfheim. Anders als Murer wurde er ausschließlich als städtischer Werkmeister eingestellt, nicht auch vom Kapitel des Bartholomäusstiftes. Dieses beauftragte Meister Michel Kurtze als neuen Dombaumeister. Der 1415 begonnene Bau des Domturms kam aus Geldmangel nur noch sehr langsam voran. Friedbergers städtischer Dienstbrief von 1435 wurde 1447 erneuert.
1436/37 erbaute Friedberger den Archivturm des Hauses Frauenrode. 1439/40 war er in Mainz beim Bau eines Kranhebewerkes, 1441 in Würzburg an der Marienkapelle und von 1445 bis 1447 in Friedberg beim Umbau der dortigen Liebfrauenkirche tätig.
1447 kehrte er nach Frankfurt zurück und betrieb dort eine Bauhütte für Steinmetzarbeiten. Der Rat beauftragte ihn mit dem Umbau der Alten Nikolaikirche, wo er vor allem am Turm und am Gesims tätig wurde, und ein Modell für den Neubau des baufälligen Turmes erstellte, der allerdings erst nach seinem Tode ausgeführt wurde.
1449 errichtete er den Zwinger vor dem Eschenheimer Tor und entwarf Pläne für den Umbau des Hofes Goldstein. 1450 bis 1452 erbaute er das Rondell am Holzmagazin am Sachsenhäuser Mainufer. 1454 bis 1458 schuf er mehrere Türme und Torbauten am Frankfurter Mainufer, darunter die Metzgerpforte, Heilig-Geist-Pforte, Holzpforte, den Rententurm und das Fahrtor.
Friedberger starb zu Anfang des Winters 1458. Im Dezember wurde über sein Erbe verhandelt; dabei vertraten ihn die Friedberger Eygel von Sasse und Johan Slickrabe als Treuhänder, als nächste Erben meldeten sich Peter Nickel, Peter Moll und Henne Mocler, ebenfalls alle aus Friedberg. Es wird daher angenommen, dass auch Eberhard Friedberger dort geboren war.